# 拉里·凯特纳
拉里·阿瑟·凯特纳（英語：Lari Arthur Ketner，1977年2月1日—2014年10月10日），美国NBA联盟职业篮球运动员。他在1999年的NBA选秀中第2轮第49顺位被芝加哥公牛选中。